# 두벌식 자판

두벌식 자판

두벌식 자판은 닿소리와 홀소리가 서로 다른 글쇠에 배치된 한글 자판이다. 현재 대한민국(이하 남한)과 조선민주주의인민공화국(이하 북한)의 국가 표준은 모두 두벌식 자판 기반이며, 학술적으로 두벌식이라고만 하면 두 가지의 표준 두벌식 자판들을 가리킨다. 남한에서 두벌식이라고 하면 당연히 남한 표준 두벌식 자판의 KS X5002 방식 배열을 의미한다.
두벌식 자판은 타자기 기능 개선을 위해 네벌식 자판을 개선한 결과이다. 21세기 현재의 컴퓨터 환경은 전혀 고려할 수 없었던 70년대에 연구하여 82년에 확정한 자판이다. 당시는 수동타자기와 전동타자기를 고려하여 네벌식 타자기 배열을 개선한 자판 배열이었다. 절대다수가 수동 타자기였던 시절이었고, 애초에 컴퓨터 환경을 전혀 고려할 수도 없었던 시절이었다. 따라서 현재 컴퓨터 환경에서 나타나는 두벌식 자판의 문제점은 과거 수동타자기 활용을 배려한 기능들이 도리어 컴퓨터 환경에서 불편하게 된 경우가 많다. 이는 한글 두벌식 자판만이 아니라 영어권의 쿼티 자판에서도 나타나는 수동식 타자기를 고려한 자판 사용의 문제들이다.

## KS X 5002 자판: 남한 표준

KS X 5002:2007 두벌식 자판

남한의 표준 두벌식 자판은 1982년에 제정된 KS X 5002 “정보처리용 건반 배열”로 국가 표준이다. 해외에서 한국어를 입력할 때도 사용하는 자판배열로 사실상 국제적인 한글 입력 자판의 표준이 되었다.
이 자판은 왼손에는 자음, 오른손에는 모음을 배치하여 자음-모음 또는 자음-모음-자음 순서대로 한글 한 글자를 입력한다. 흔히 쌍자음 5자(ㄲ, ㄸ, ㅃ, ㅆ, ㅉ)와 모음 2개(ㅒ, ㅖ)가 표준이라고 흔히 알지만, 정확히 규정하지 않았으며 ⇧ Shift 키와 글쇠를 함께 눌러서 입력할 수 있다는 권장 사항으로 기록한다. 또 KS의 규정에 쌍자음은 단자음을 거듭 쳐서 구현할 수 있고, 모음 ㅒ, ㅖ도 조합할 수 있다고 되어 있지만, 쌍자음은 받침과 초성의 관계 때문에 일반으로 거듭쳐서 구현할 수 없다. 거듭쳐서 구현하기 위해서는 구분자가 필요하다. 기타 ㄳ과 같은 겹받침 및 ㅘ와 같은 이중모음은 보이는 대로 두 글쇠를 연속해서 눌러 입력한다. 다만 ㅐ, ㅔ, ㅒ, ㅖ는 실제로는 조합하지 않고 합자꼴 자체로 입력한다.
이 자판은 컴퓨터가 보급된 이후 가장 널리 쓰이는 한글 자판이며, 한글을 제외한 숫자와 기호의 배치가 영문(미국) 쿼티 자판과 역슬래시(\) 대신 ₩표를 할당한 것 외에 같고, 한글 입력에 필요한 글쇠의 수가 적어서 배우기 쉽다는 장점이다. 또한, 국가 표준이므로 한글을 입력할 수 있는 거의 모든 컴퓨터 장비에서 사용할 수 있다. 그러나 기계식(아날로그) 타자기와 같은 배열의 사용이 불가능하고, 도깨비불 현상(종성우선현상)이 일어나며, 양 손의 부담률이 불균형인 단점들이 있다. 그리고 모음 중 ㅠ자 1개는 왼쪽에 와 있어, 좌 자음 우 모음의 원칙에 약간 벗어나 있다. 역슬래시(\)가 없는 것도 미국표준 쿼티 자판과 정확히 호환성이 있는 것은 아니다. 정보처리 관점에서 초, 중, 종성에 관한 일관성 있는 식별과 처리가 어려우며, 입력된 정보를 한글 음절로 구현하기 위해 모아쓰기 오토마타가 반드시 필요하다. 두벌식 자판은 자음 14개, 모음 10개, 쌍자음 5개가 필수이고 ㅐ, ㅔ는 ㅏㅣ, ㅓㅣ로 조합될 수 있으므로 무엇보다도 쌍자음을 먼저 고려해야 하지만, 이미 표준으로 굳어져 고치기는 어렵다.

### 단점
이 자판의 가장 큰 단점은 사용할 때, 왼손의 피로도가 오른손보다 더 많은 현상이다. 이 단점은 오른손으로 글쇠를 눌러 글자판 전체를 들어올리던 기계식 자판에서 넘어온 문제이다. 피로도의 차이는 자음과 모음 키를 왼쪽과 오른쪽으로 구분하여 입력하도록 한 방식 탓으로 이는 장점이며 동시에 단점이기도 하다. 두벌식은 받침을 쳐야 하는 한글 특징으로 자음을 치는 왼손이 모음을 치는 오른손보다 더 많이 피로하다. 이 배열은 기계식 네벌식 자판에서 두벌식으로 개선하며 나타난 필연적인 배열이다.
기계식 타자기에서 두벌식으로 개선하면서 나타난 방식으로 왼손으로 받침(종성)을 칠 때 오른손으로는 ⇧ Shift 글쇠를 눌러줘야 했다. 왼손은 가벼운 받침 글쇠를 치고, 오른손으로는 글자판 전체를 들어올리는 ⇧ Shift를 눌러야 했다. 대부분이 오른손잡이이므로 기계식에서는 적합한 방식이었다. 하지만, 컴퓨터 자판으로 적용하면서, 받침을 치기 위해서 오른손으로 힘을 주어 전체 글자판을 들어올리는 ⇧ Shift 글쇠를 누를 필요가 없어졌다. 설계부터 오른손의 무게 부담을 고려해서 만든 두벌식 배열이었으므로 개선하지 않은 채 컴퓨터 자판의 표준으로 자리를 잡으며 현재는 오른손보다 왼손에 더 많은 부담을 주는 자판 배열이 되었다.

## 국규 9256 자판: 북한 표준

국규 9256 자판

북한의 표준 자판은 두벌식으로서, 남한의 표준 자판의 영향을 많이 받았으며, 북한의 국규 9256에 규정되어 있다. 이 표준은 국제적으로 KPS 9256이라고 부른다. 처음 1991년 26키에 치환방식(예, ㄱ+ㅏㅏ=까, ㄱ+ㅓㅓ=꺼)을 국제표준 시안으로 제출했으나 어문생활과의 정합성 결여로 사용될 수 없었고 결국 1993년 표준으로 결정하였다. 한국과 자음, 모음 영역은 같으나 배열만 차이가 있다. 모음 중 ㅠ 하나만 좌측에 있는 것도 남한의 표준 자판과 같다. 입력 방식도 같다.

## 두벌식 옛글 자판
두벌식 옛글(두벌식 한글 옛글) 자판은 두벌식 한글 현대 자판과 자연스럽게 사용시 호환되도록 잘 설계되었다.
|                                              |
| (예시) 우분투 20LTS 두벌식 옛글 (ibus입력기) |

## SIL 인터내셔널발음 자판

SIL 인터내셔널 발음 자판

국제 언어선교 단체인 SIL 인터내셔널에서는 한글에 익숙하지 않은 사람을 위해 로마자 QWERTY에 맞춰 재배치한 자판 배열을 개발하기도 하였다. 한글은 로마자보다 모음자의 종류가 많기에, 한국어에 없는 자음을 나타내는 로마자를 모음으로 전용한 것이 특징이다.
AutoHotkey script:
```
#Requires AutoHotkey v2.0
#HotIf GetKeyState("SC138", "T")
```

```
q::d
w::m
e::p
r::f
t::x
y::o
u::n
i::l
o::h
p::v
a::k
s::t
d::e
f::i
g::r
h::g
j::w
k::z
l::y
z::u
x::b
v::j
b::q
n::s
m::a
```

## 같이 보기
- 세벌식 자판